# 友利結
友利 結（ともり ゆい、1967年9月21日 - ）は、沖縄県浦添市出身の元プロ野球選手（投手、右投右打）・コーチ。
現役時代の登録名であるデニー友利としても知られる。

## 経歴

### プロ入り前
1967年に沖縄県で生まれた。小学生の時に野球を始めるが、途中でポジションを変えることなく投手に専念する。興南高等学校進学後は名幸一明（現・NPB公式審判員）とバッテリーを組んだが、絶対的なエースではなく、1年下の西岡洋ら数人と交替で起用される。1985年秋季九州大会県予選決勝に進み、リリーフで登板したが、上原晃を擁する沖縄水産高に惜敗。翌1986年夏の甲子園県予選は、準決勝で宜野座高を相手に先発し勝利、しかし決勝でまたも沖縄水産高に敗退し甲子園出場を逸する。この試合では登板機会がなかった。
1986年度プロ野球ドラフト会議にて横浜大洋ホエールズから1位指名を受けて入団。背番号は30。なお、プロに指名されなければ松下電器野球部に入団予定で、その顔合わせなどで後にチームメイトになる潮崎哲也、原井和也とプロ入団前から面識があった。

### 大洋・横浜時代
新人ながら1987年の終盤に初登板・初先発を果たす。プロ入り当初から身体能力の高さや球威を高く評価され、オフにはアリゾナ教育リーグの参加と、パイオニアリーグのビュート・カッパーキングスへ野球留学するなど、首脳陣から期待されていたが、制球力の悪さからなかなか芽が出なかった。このため、一時は任意引退の手続きを取って支配下登録を外れた「練習生」となったこともあった。
このままでは活躍できないことからチームがホエールズからベイスターズに名称を変更した1993年に投球フォームをサイドスローへ変更したところ、これによって長年指摘され続けていた制球力の悪さが改善され、潜在能力を開花させることになる。
1995年、登録名をデニー友利に変更。9月3日の対中日22回戦では1年5か月ぶりに一軍先発で7回まで無失点と好投。プロ初勝利の権利も持っていたが、8回に同点に追いつかれ初勝利を逃した。10月6日の対阪神タイガース戦（阪神甲子園球場）では3点リードされた場面の8回に4番手として登板し無失点で抑えると、9回にチームは大逆転したため9年目にして初勝利を挙げた。翌7日の対中日ドラゴンズ戦（ナゴヤ球場）では3番手として登板して3イニングを無失点で抑え試合を締めくくり、プロ初セーブを挙げた。
1996年、シーズンオフに当時の西武監督東尾修の希望と、本人が登板機会を求めトレード志願したこともあって、長見賢司との交換トレードで西武ライオンズへ移籍。登録名はデニーとなった。

### 西武時代
1997年、同じサイドスローの鹿取義隆・潮崎哲也の助言を受けて才能が再び開花し、中継ぎ投手として勝利に貢献。当時監督だった東尾修から「コントロールに自信なんてないだろ。全力で腕を振って投げろ。バッターが怖がるから」と言われたことでピッチングのコツをつかんだという。潮崎が先発に転向、鹿取が怪我が長引き登板できない中、右のサイドスローの中継ぎ枠が空いていたこともあり中継ぎ投手としてチームに欠かせない存在となったデニーは、1998年のリーグ連覇にも大きく貢献した(同年のチーム最多セーブを記録)。同年にはオールスターゲームにも初出場したほか、日本シリーズでは古巣・横浜と対戦。元同僚から声をかけられたり、登板時には横浜ファンからも声援があった。これに応える形で登板した2試合ではいずれも好投。以降も年間平均50試合に登板し、チームの戦力面・精神面での支柱的存在となった。
2002年、チームの選手会長を務めたが、同年は中継ぎ投手陣の不調・酷使にもかかわらずほとんど登板機会がなく、一部ではこの年から監督に就任した伊原春樹や投手コーチの松沼博久との不和が噂された。夏以降は日本シリーズを見据えて調整していたが、日本シリーズの出場有資格リストからも外れた。
2002年オフ、前田和之との交換トレードで古巣・横浜ベイスターズに復帰した。

### 横浜復帰
2003年、この年から新監督となった山下大輔の構想で、それまでストッパーを務め先発に再コンバートする斎藤隆に代わるストッパーとして期待されたが、登板すれば打たれるの繰り返しで1勝8敗7セーブと結果を残せず、中日からウェイバー公示で移籍してきたエディ・ギャラードにストッパーの座を明け渡す形になり、翌年も全く機能できなかった。2004年には登録名を再びデニー友利へ変更するが、21試合の登板で防御率4.62に終わり、オフにはMLB入りを前提とした自由契約となった。その後、アメリカで自らトライアウトを行い、2005年にボストン・レッドソックスにマイナー契約で入団したものの、メジャーに昇格することはできなかった。
マイナーリーグで活躍できなかったことから日本に戻り、2006年に中日ドラゴンズとの契約が成立。登録名はデニー友利となった。

### 中日時代
友利の能力を評価して監督の落合博満に獲得を進言したバッテリーチーフコーチの森繁和から「野手でいえば川相のように、若い選手に取り組む姿勢を見せてやってほしい」と期待された。高齢で横浜を自由契約になったものの、最速150km/hの直球を軸にした若々しい投球内容で勝負する。シーズン当初は不安定だったもの、6月14日の対西武ライオンズ戦から徐々に安定感が増し、中日の中継ぎに欠かせない投手となった。チームの優勝に貢献したが、日本シリーズでは登板機会が無かった。
2007年は登録名を再びデニーとした。同年はシーズンの大半をウエスタン・リーグで過ごし、レギュラーシーズン終了前に戦力外通告を受けた。落合の計らいもあって、同年10月4日の本拠地最終戦（対広島東洋カープ戦）が退団試合となり、同年限りでの退団を表明した。現役続行の可能性を残していたがオファーはなく、同年11月27日に現役引退を表明。

### 現役引退後
引退後はボストン・レッドソックス国際担当顧問兼巡回コーチ（2008年 - 2009年）を務めたほか、デニー友利名義で吉本興業スポーツ部に所属し、ニッポン放送「ショウアップナイター」解説者・日刊スポーツ評論家（2008年 - 2011年）も務めた。
レッドソックス巡回コーチ時代は松坂大輔・岡島秀樹・田澤純一をサポートし、活躍を後押しした。2009年のWBCでは松坂の監視役として球数を投げ過ぎないよう厳しくチェックし、初実戦の球数は45～50球、ブルペンでも一定の球数に達すると両手でバツ印をつくってストップをかけた。
2012年からは横浜DeNAベイスターズの一軍投手コーチとして現場復帰することになった。登録名は「目立たないために」という本人の意向により、友利結となる。背番号は89。登録名は友利としたものの、長年デニーを登録名としていたためか、しばらくするとほとんどの人がデニーと呼ぶようになったという。
DeNAでは闘志を全面に出した指導を行っており、投手の交代時やピンチを招いた時にマウンドへ行き、投手の胸を軽く叩く「闘魂注入」を行っており、当時はグッズとして「闘魂注入パーカー」などが販売されていた。しかし、投手陣の与四球が大幅に増え、2012年は480、2013年は551と2年連続で12球団ワーストの与四球を記録。また、2013年の551はそれまでの球団ワースト記録だった1976年、1977年のシーズンの502を上回る球団ワースト記録である。チーム防御率や失点も2年連続で12球団最下位に低迷し、2013年10月9日に球団から翌年の契約を結ばないことが発表された。10月22日、中日ドラゴンズの投手コーチに就任することが発表された。
中日では2014年から2015年まではベンチ担当、2016年からはブルペン担当に配置転換され、2017年も開幕時から8月31日まで担当していたが、7月26日のヤクルト戦ではプロ野球タイ記録となる10点差からの逆転負けを喫するなど、逆転負けは12球団ワーストの34試合を数えた。チーム防御率も4.07とリーグ5位に低迷し、9月1日より再びベンチ担当へ配置転換、さらに4日後の9月5日より投手コーチ登録から外れ、兼務していた編成部（国際渉外担当）専任となった。2019年10月1日に同年限りで契約を満了し、翌年の契約を結ばないことが発表された。12月3日、読売ジャイアンツの編成本部海外スカウトに就任することが発表された。2024年現在は編成本部長補佐国際スカウトを務めている。

## 人物・エピソード

### 家族・交友関係
- 日本人の母とアメリカ人の父を持つ混血（父方の祖父はフランス移民で祖母はネイティブ・アメリカンのチェロキー族）である[16]。アメリカ国籍時代の名前はローレンス・フランクリン・デニー[16]。選手時代の一時期と野球評論家時代はデニー友利（デニーともり）名義で活動していたが、「デニー」はアメリカ名のファミリーネーム（名字）のため、「デニー友利」はいわゆる「ダブルネーム（複合姓）」である。
- 日本名「友利 結」には「友と手を結びて勝利を得る」という意味を持つといわれるが、姓名判断で「『結』は起承転結に繋がり、既に終わってしまってこれ以上は伸びない」と言われたため、改名したという。登録名の制度を知っていたら、最初から「デニー」にしたかったとのことである。
- 1967年度生まれの桑田清原世代だが、入団年度は同世代より1学年下である（本人は「高校生を1年多くやっているので」とコメントしているが、同じインタビューで1968年度生まれの名幸を「中学校からの同級生」とコメントしているため詳細は不明[1]）。このせいか、1学年下の潮崎哲也や、2学年下の盛田幸妃・野村弘樹、3学年下の谷繁元信、佐伯貴弘からも「デニー」と敬称抜きで呼ばれることがある。縦社会で年功序列に厳しい球界にしては珍しい事例である。
- ボストン・レッドソックスのジョナサン・パペルボンとは、3A時代にチームメイトだった仲で現在でもメールのやりとりがあるという。
- 西武では松坂大輔の教育係的存在として注目を浴びたが、まるで年の離れた兄弟のような関係でもあった。友利が松坂をイジると、松坂が仕返しに練習終了時などに友利をおちょくり、友利はそれに（もちろん冗談で）激怒して松坂を追い掛け回す、という非常に仲の良い関係が続いた。
- 息子の友利アレンは、現在テイ・エステック硬式野球部で投手としてプレーしている。

### 現役時代
- 西武に移籍する前の横浜時代は体格に似合わず弱気なピッチングスタイルだった。
- 大洋時代は、オフのプロ野球選手運動会で徒競走・走り高跳びなどで決勝進出の常連者だったほど、運動能力が高かった。
- 1992年2月29日に宮古島の平良市（現・宮古島市）で行われたオープン戦では先発投手として登板した。ここは友利家縁の地であるため、いわゆる「凱旋登板」となった。
- 西武へ移籍してから活躍したことについては、大洋・横浜時代のコーチ陣の指導が細かかったことで萎縮してしまったことと、西武での指導が自主性を尊重しあまり細かく指導しなかったことが合っていたことを挙げている[1]。
- 1997年のシーズン当初、セットポジションに課題があり二軍に降格していたが、たまたま中日対巨人戦のテレビ中継を見ていたところ、中日のストッパーとして活躍していた宣銅烈のグラブを顔の前に立てるセットポジションの投球フォームを見て自身の構えを宣と同じものにした途端、急に結果が出始めたという。
- 西武時代、練習用のグローブに刺繍された文字から、西武鉄道沿線の母子家庭児（友利自身も母子家庭であった）を招待する「デニーズシート」が話題を呼んだ。
- 2005年秋、実家のある沖縄県北谷町に帰省していた友利は、当地でキャンプを張る中日の落合博満から「秋季キャンプを見に来いよ」と電話で誘われて出かけたところ、いきなり「この中から好きな数字を選べ」と背番号を選ばされ、テスト無しでの入団が決定した。これによって、普段着のジャージ姿で即席の入団会見を開くはめになった。
  - 中日には西武・横浜時代のコーチである森繁和が在籍し、友利の能力を評価して落合に獲得を進言したのも彼である。なお、1年足らずの渡米でメジャー昇格しなかったとはいえ、2005年度のシーズンはMLBの在籍であり、日本人のこのような移籍の場合でも事前の身分照会が必要なのだが、中日はそれをしなかったため、一旦決定した入団を取り消す一幕もあった（後に身分照会を行い改めて入団手続きを取っている）。
- 1998年4月28日の対近鉄バファローズ3回戦（大阪ドーム）では、8回裏（近鉄の攻撃時）一死二・三塁の場面で打者・礒部公一のゴロを一塁手・髙木大成が本塁に送球した際、本塁に突入した三塁走者のタフィ・ローズが捕手の伊東勤と激突[17]（判定はアウト）。このローズのプレーをデニーがラフプレーと主張し、両軍がベンチから飛び出して乱闘騒ぎに発展[17]。これが原因で試合は6分間中断したが[18]、退場者は出なかった[17]。

### 野球以外
- 高所恐怖症で、解説を務めた際に高い建物が画面に映り、建物の高さの情報をアナウンサーがコメントすると「登りたくないですね」としばしばコメントしている。
- 榎本加奈子主演のドラマ『おそるべしっっ!!!音無可憐さん』にピザ屋の店員役で、映画『50回目のファースト・キス』に病院のスタッフ役でそれぞれ出演したことがある。
- 大洋時代から引退するまでやくみつるの4コマ漫画に登場していたが、批判的かつ辛口なネタにされることが多かった。
- 引退後は実家のある北谷町へ移住、解説などの仕事の際に上京している。2011年のキャンプ期間中にはニッポン放送ショウアップナイターの特番で、「北谷オーシャンビュースタジオ」と称し、自宅から生放送したことがある。2012年シーズンは単身赴任であるが、キャンプ最終日にインフルエンザの疑いで自宅静養となってしまった（DeNAのキャンプ地は隣の宜野湾市）。
- 2008年8月24日に横浜スタジアムで行われた横浜対中日戦の解説を担当したが、試合途中で記録的な大雨になり中止になった。中止直後のナイター中継で放送席で話していた際、解説席の窓から、中日時代のコーチでもある近藤真市の姿を見つけるや否や「近藤さ～ん!」と叫び、近藤と談笑した様子がナイター中継でもそのまま放送された。ちなみに近藤は1968年度生まれで、友利とはプロ入り年度が同じである。
- 2010年6月29日、那覇市の奥武山野球場（セルラースタジアム那覇）で35年ぶりに行なわれたプロ野球公式戦（横浜対ヤクルト）では沖縄出身で横浜OBの友利が始球式を務めた。
- 浦添市にある「てだこそば」がお気に入り。

## 詳細情報

### 年度別投手成績
| 年 度      | 球 団      | 登 板 | 先 発 | 完 投 | 完 封 | 無 四 球 | 勝 利 | 敗 戦 | セ 丨 ブ | ホ 丨 ル ド | 勝 率 | 打 者 | 投 球 回 | 被 安 打 | 被 本 塁 打 | 与 四 球 | 敬 遠 | 与 死 球 | 奪 三 振 | 暴 投 | ボ 丨 ク | 失 点 | 自 責 点 | 防 御 率 | W H I P |
| ---------- | ---------- | ----- | ----- | ----- | ----- | -------- | ----- | ----- | -------- | ----------- | ----- | ----- | -------- | -------- | ----------- | -------- | ----- | -------- | -------- | ----- | -------- | ----- | -------- | -------- | ------- |
| 1987       | 大洋 横浜  | 3     | 1     | 0     | 0     | 0        | 0     | 0     | 0        | --          | ----  | 15    | 3.0      | 2        | 0           | 3        | 0     | 1        | 2        | 0     | 0        | 1     | 1        | 3.00     | 1.67    |
| 1992       | 大洋 横浜  | 1     | 1     | 0     | 0     | 0        | 0     | 1     | 0        | --          | .000  | 13    | 1.2      | 3        | 1           | 4        | 0     | 1        | 1        | 0     | 0        | 5     | 5        | 27.00    | 4.20    |
| 1993       | 大洋 横浜  | 12    | 2     | 0     | 0     | 0        | 0     | 2     | 0        | --          | .000  | 88    | 19.0     | 22       | 4           | 9        | 0     | 2        | 17       | 0     | 0        | 20    | 19       | 9.00     | 1.63    |
| 1994       | 大洋 横浜  | 4     | 0     | 0     | 0     | 0        | 0     | 1     | 0        | --          | .000  | 31    | 4.2      | 8        | 1           | 8        | 0     | 0        | 4        | 2     | 0        | 10    | 7        | 13.50    | 3.43    |
| 1995       | 大洋 横浜  | 9     | 2     | 0     | 0     | 0        | 1     | 1     | 1        | --          | .500  | 100   | 24.0     | 24       | 2           | 5        | 1     | 2        | 17       | 0     | 0        | 16    | 16       | 6.00     | 1.21    |
| 1996       | 大洋 横浜  | 17    | 0     | 0     | 0     | 0        | 1     | 1     | 0        | --          | .500  | 76    | 17.0     | 20       | 2           | 4        | 0     | 1        | 21       | 2     | 0        | 9     | 9        | 4.76     | 1.41    |
| 1997       | 西武       | 31    | 0     | 0     | 0     | 0        | 4     | 0     | 0        | --          | 1.000 | 152   | 34.2     | 34       | 3           | 9        | 2     | 6        | 32       | 1     | 0        | 14    | 13       | 3.38     | 1.24    |
| 1998       | 西武       | 53    | 0     | 0     | 0     | 0        | 7     | 4     | 8        | --          | .636  | 287   | 69.1     | 67       | 4           | 13       | 4     | 4        | 68       | 1     | 2        | 20    | 20       | 2.60     | 1.15    |
| 1999       | 西武       | 52    | 0     | 0     | 0     | 0        | 2     | 4     | 12       | --          | .333  | 251   | 62.0     | 47       | 3           | 16       | 3     | 3        | 65       | 0     | 0        | 17    | 14       | 2.03     | 1.02    |
| 2000       | 西武       | 48    | 1     | 0     | 0     | 0        | 1     | 3     | 1        | --          | .250  | 231   | 53.1     | 54       | 7           | 15       | 4     | 2        | 49       | 1     | 0        | 21    | 20       | 3.38     | 1.29    |
| 2001       | 西武       | 54    | 0     | 0     | 0     | 0        | 1     | 2     | 1        | --          | .333  | 217   | 51.2     | 38       | 8           | 23       | 0     | 4        | 53       | 2     | 0        | 24    | 22       | 3.83     | 1.18    |
| 2002       | 西武       | 3     | 0     | 0     | 0     | 0        | 0     | 0     | 0        | --          | ----  | 10    | 3.0      | 1        | 1           | 0        | 0     | 0        | 4        | 0     | 0        | 1     | 1        | 3.00     | 0.33    |
| 2003       | 横浜       | 52    | 0     | 0     | 0     | 0        | 1     | 8     | 7        | --          | .111  | 205   | 47.0     | 49       | 5           | 11       | 0     | 5        | 47       | 3     | 2        | 24    | 23       | 4.40     | 1.28    |
| 2004       | 横浜       | 21    | 0     | 0     | 0     | 0        | 0     | 1     | 0        | --          | .000  | 112   | 25.1     | 30       | 7           | 4        | 0     | 1        | 24       | 0     | 0        | 15    | 13       | 4.62     | 1.34    |
| 2006       | 中日       | 31    | 0     | 0     | 0     | 0        | 0     | 1     | 0        | 8           | .000  | 91    | 20.1     | 25       | 2           | 4        | 0     | 4        | 11       | 0     | 1        | 9     | 7        | 3.10     | 1.43    |
| 2007       | 中日       | 8     | 0     | 0     | 0     | 0        | 0     | 0     | 0        | 2           | ----  | 21    | 5.2      | 3        | 1           | 0        | 0     | 0        | 5        | 0     | 0        | 2     | 1        | 1.59     | 0.53    |
| 通算：16年 | 通算：16年 | 399   | 7     | 0     | 0     | 0        | 18    | 29    | 30       | 10          | .383  | 1900  | 441.2    | 427      | 51          | 128      | 14    | 36       | 420      | 12    | 5        | 208   | 191      | 3.89     | 1.26    |

- 大洋（横浜大洋ホエールズ）は、1993年に横浜（横浜ベイスターズ）に球団名を変更

### 表彰
- 月間MVP：1回（1998年7月）

### 記録
- 初登板：1987年10月8日、対広島東洋カープ23回戦（横浜スタジアム）、8回表に5番手として救援登板、1回無失点
- 初奪三振：同上、8回表に高橋慶彦から
- 初先発：1987年10月17日、対広島東洋カープ25回戦（横浜スタジアム）、1回0/3を1失点
- 初勝利：1995年10月6日、対阪神タイガース24回戦（阪神甲子園球場）、7回裏に4番手として救援登板・完了、2回無失点
- 初セーブ：1995年10月7日、対中日ドラゴンズ26回戦（ナゴヤ球場）、9回裏に3番手として救援登板・完了、1回無失点
- 初ホールド：2006年4月1日、対広島東洋カープ2回戦（ナゴヤドーム）、7回表一死に2番手として救援登板、2/3回無失点
- オールスターゲーム出場：1回（1998年）

### 背番号
- 30（1987年 - 1996年）
- 36（1997年 - 2002年、2007年）
- 41（2003年 - 2004年）
- 46（2006年）
- 89（2012年 - 2013年）
- 81（2014年 - 2017年）

### 登録名
- 友利 結（ともり ゆい、1987年 - 1994年、2012年 - 2017年）
- デニー友利（デニーともり、1995年 - 1996年、2004年 - 2006年）
- デニー（1997年 - 2003年、2007年）

## 関連情報

### 出演
- ニッポン放送ショウアップナイター（ニッポン放送）
- MLBスタジアム（BS-TBS）
- J SPORTS STADIUM（J SPORTS）
- メジャーリーグ中継 (J SPORTS)
- 野球好きニュース（J SPORTS）

その他、ゲスト出演として2010年6月30日のザ・プロ野球「横浜対ヤクルト」（沖縄セルラースタジアム那覇）の、TBSニュースバード・琉球放送テレビ中継の解説を務めた。
- おそるべしっっ!!!音無可憐さん（テレビ朝日）第一話　ピザ屋の店員役